# Afronemoura
Afronemoura is een geslacht van steenvliegen uit de familie Notonemouridae. De wetenschappelijke naam van het geslacht is voor het eerst geldig gepubliceerd in 1981 door Illies.

## Soorten
Afronemoura omvat de volgende soorten:
- Afronemoura amatolae (Balinsky, 1956)
- Afronemoura spinulata (Balinsky, 1967)
- Afronemoura stuckenbergi Picker & Stevens, 1999